# Wakhis
Les Wakhis sont un peuple de bergers nomades d'Asie centrale qui parle le wakhi, une langue iranienne du Pamir fortement influencée par le tadjik. On les trouve essentiellement dans le corridor du Wakhan en Afghanistan ainsi qu'au Tadjikistan, au Pakistan et au Xinjiang en Chine.
Souvent apparentés aux populations animistes qui vivaient au Kafiristan, les Wakhis étaient autrefois animistes ou bouddhistes. Après la soumission du Kafiristan au milieu du XIXe siècle, sa population devient musulmane, et la région prend le nom de Nouristan. Les Wakhis suivent ce mouvement et sont largement islamisés entre 1875 et 1900. De nos jours, les Wakhis animistes ne constituent qu'une infime minorité des Wakhis. Il subsiste quelques groupes de bouddhistes dans le corridor du Wakhan[réf. nécessaire]. Pendant le régime des Talibans en Afghanistan, de 1996 à 2001, les contacts avec les Talibans étaient très rares, d'autant plus qu'ils étaient rejetés par ce régime. En revanche, les contacts avec les membres de la coalition des combattants anti-Talibans (ligue du Nord), et avec le commandant Massoud étaient importants, d'autant plus que les rebelles approvisionnaient en marchandises les habitants du corridor du Wakhan[réf. nécessaire].  